# Departamento Doce de Octubre
Das Departamento Doce de Octubre liegt im Südwesten der Provinz Chaco im Nordwesten Argentiniens und ist eine von 25 Verwaltungseinheiten der Provinz. 
Es grenzt im Norden an das Departamento Chacabuco, im Osten an das Departamento Mayor Luis Jorge Fontana, im Süden an das  Departamento Fray Justo Santa María de Oro und im Westen an die Provinz Santiago del Estero. 
Die Hauptstadt des Departamento Doce de Octubre ist General Pinedo. Sie liegt 250 Kilometer von der Provinzhauptstadt Resistencia entfernt und 1.060 Kilometer von Buenos Aires.

## Städte und Gemeinden
Das Departamento Doce de Octubre ist in folgende Gemeinden aufgeteilt:
- Gancedo
- General Capdevila
- General Pinedo